# Aphthonoides schereri
Aphthonoides schereri is een keversoort uit de familie bladkevers (Chrysomelidae). De wetenschappelijke naam van de soort werd in 1991 gepubliceerd door Doberl.